# Callin' the Blues
Callin' the Blues — студійний альбом американського джазового гітариста Тайні Граймса з тромбоністом з Джей Сі Хіггінботемом, випущений у 1958 році лейблом Prestige Records.

## Опис
Гітарист Тайні Граймс, який випустив три альбоми на лейблах Prestige і Swingville у 1958—59 роках, записав цю сесію з парою духових (тенор-саксофоністом Едді «Локджо» Девісом і ветераном тромбоністом Джей Сі Хіггінботемом), піаністом Реєм Браянтом, контрабасистом Венделлом Маршаллом і ударником Озі Джонсоном. Гурт виконує три оригінальні блюзи і «Airmail Special». 
Альбом був перевиданий на дочірньому лейблі Prestige, Swingville Records, у 1959 році.

## Список композицій
1. «Callin' the Blues» (Тайні Граймс) — 8:42
2. «Blue Tiny» (Тайні Граймс) — 11:34
3. «Grimes' Times» (Тайні Граймс) — 11:20
4. «Air Mail Special» (Бенні Гудмен, Чарлі Крісчен, Джиммі Манді) — 3:41

## Учасники запису
- Тайні Граймс — гітара
- Джей Сі Хіггінботем — тромбон
- Едді «Локджо» Девіс — тенор-саксофон
- Рей Браянт — фортепіано
- Венделл Маршалл — контрабас
- Озі Джонсон — ударні

Технічний персонал
- Есмонд Едвардс — продюсер
- Руді Ван Гелдер — інженер